# Flax Islands
Die Flax Islands sind eine kleine Inselgruppe im Norden von Neuseeland im Pazifischen Ozean.
Sie liegen im Zentrum der Mokohinau Islands und bestehen aus etwa 30 Inseln.

## Inseln
Unvollständige Liste der Inseln:
| Inselname        | Aliasname | Koordinaten                   | Fläche ha |
| ---------------- | --------- | ----------------------------- | --------- |
| Atihau Island    |           | 35° 54′ 49″ S, 175° 05′ 56″ O | 15,40     |
| Motupapa Island  |           | 35° 54′ 29″ S, 175° 06′ 13″ O | 1,46      |
| Hokoromea Island |           | 35° 54′ 42″ S, 175° 06′ 15″ O | 10,45     |
| Bird Rock        |           | 35° 54′ 08″ S, 175° 06′ 33″ O | 0,19      |
| Burgess Island   | Pokohinu  | 35° 54′ 22″ S, 175° 06′ 49″ O | 51,60     |
| Lizard Isle      |           | 35° 54′ 34″ S, 175° 06′ 50″ O | 1,24      |
| Sphinx Rocks     |           | 35° 54′ 44″ S, 175° 06′ 52″ O | 0,67      |